# Map of the Soul: Persona
Map of the Soul: Persona (estilizado como MAP OF THE SOUL: PERSONA) es el sexto EP del grupo surcoreano BTS. Fue lanzado el 12 de abril de 2019 por Big Hit Entertainment en cuatro versiones diferentes, siendo el primero de una serie de álbumes. El álbum profundiza las temáticas tratadas por la banda en la serie Love Yourself (Her, Tear y Answer), como el amor y el autodescubrimiento. Para el desarrollo del concepto el grupo tomó como inspiración las teorías sobre la psique humana desarrolladas por Carl Jung, específicamente sobre el arquetipo persona, además su título hace alusión al libro El Mapa del Alma según Jung de Murray Stein, en el que se condensa el conjunto de trabajos e ideas de Jung.
El disco contó con comentarios positivos de los críticos musicales, por lo que llegó a acumular una puntuación de 74 puntos sobre 100 según Metacritic. Por otro lado, Map of the Soul: Persona tuvo un gran éxito comercial tanto en Corea del Sur como en el extranjero. Alcanzó el primer puesto de la Gaon Chart y encabezó las listas de álbumes de Estados Unidos, Reino Unido, Australia y Nueva Zelanda, la primera vez para un artista coreano en estos tres últimos países.

## Antecedentes y lanzamiento
El vídeo introductorio que se proyectó antes de la presentación del grupo en los Mnet Asian Music Awards 2018 en Hong Kong había revelado el nombre del álbum antes del anuncio oficial. El 11 de marzo de 2019, Big Hit Entertainment anunció oficialmente que el grupo lanzaría un nuevo álbum y que la preventa comenzaría el 13 de marzo.

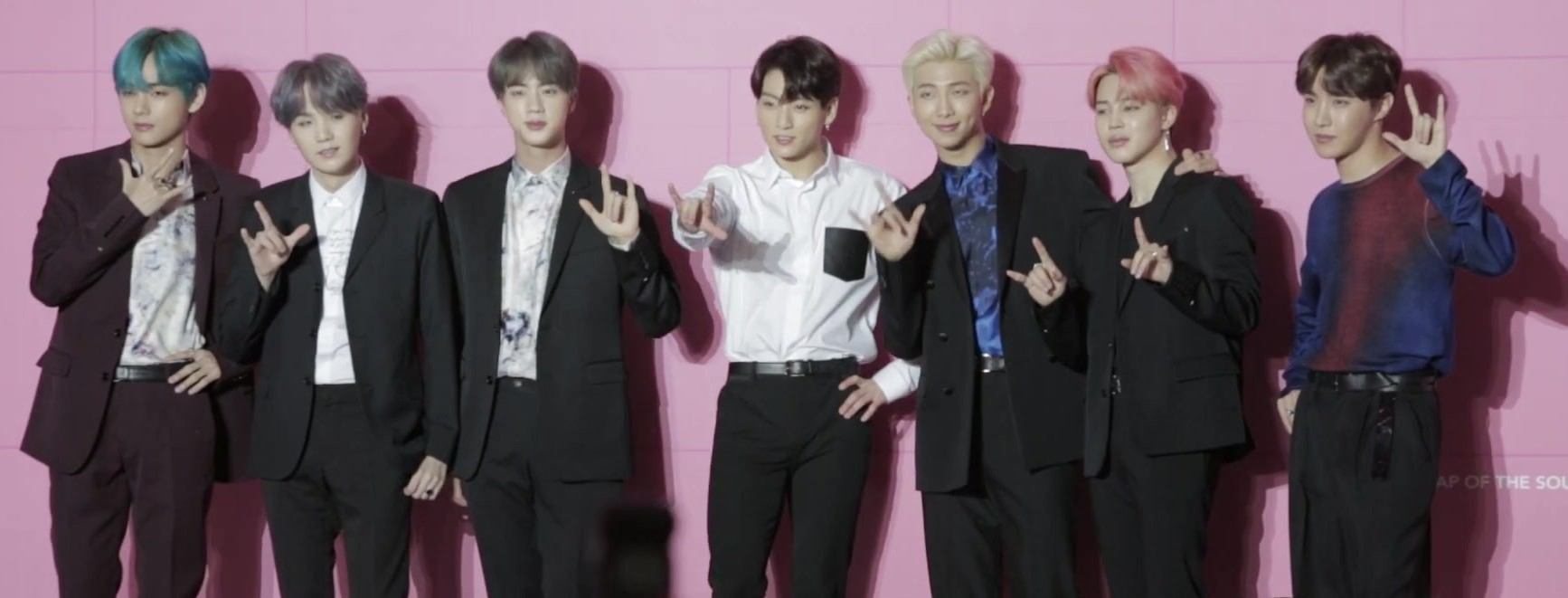
BTS en la conferencia de prensa del álbum.

El primer tráiler promocional fue publicado el 27 de marzo de 2019 por Big Hit Entertainment en su cuenta de Youtube e incluyó la canción «Persona». Esta es un solo de RM, y fue descrita como un «tema dinámico y original», acorde con los «temas de madurez y autodescubrimiento» de la banda.
Los tráileres de la canción «Boy With Luv», en colaboración con la cantante estadounidense Halsey, fueron publicados el 7 y 10 de abril de 2019, mientras que el vídeo musical fue lanzado el 12 de abril junto con el álbum. Por otro lado, el grupo realizó una conferencia de prensa sobre el álbum en el complejo Dongdaemun Design Plaza, en la ciudad de Seúl. Esta también fue transmitida en vivo mediante el canal oficial de BTS en Youtube.

## Contenido

### Temáticas
Map of the Soul: Persona tiene influencias tanto del psicoanálisis como de la mitología griega. El EP es el comienzo de una nueva serie de álbumes del grupo, como ya ha realizado con sus anteriores proyectos The Most Beautiful Moment in Life y Love Yourself.
El álbum se basa en el libro El Mapa del Alma según Jung, que trata sobre las teorías que Carl Jung desarrolló en la psicología, y hace alusión específicamente a uno de los arquetipos que identificó: Persona. Esta es una referencia al teatro puesto que «persona» es la palabra en latín para las máscaras que usaban los actores en el escenario, y que se asemeja de forma paralela a la dicotomía entre la manera en la que un individuo es realmente y la que elige para presentarse ante la sociedad. Según el líder de BTS, RM, Persona es la máscara social del grupo, proyectada a través de su fandom (ARMY).

### Fotografías
Big Hit reveló dos versiones para las fotos conceptuales del disco el 31 de marzo de 2019. La primera muestra a «BTS divirtiéndose en una cabina de fotos»; en las fotografías individuales se aprecia «similarmente a cada miembro en una variedad de poses». La segunda enfatiza diferentes lados, o personas, de cada integrante del grupo, según describió Herman Tamar de Billboard. El 2 de abril se publicaron otras dos versiones adicionales. La tercera muestra a los miembros con rosas en habitaciones de tonos rosados mientras que en la cuarta cada uno viste ropa elegante y joyas, a la vez que posa con uvas o fresas.

### Letras y sonidos

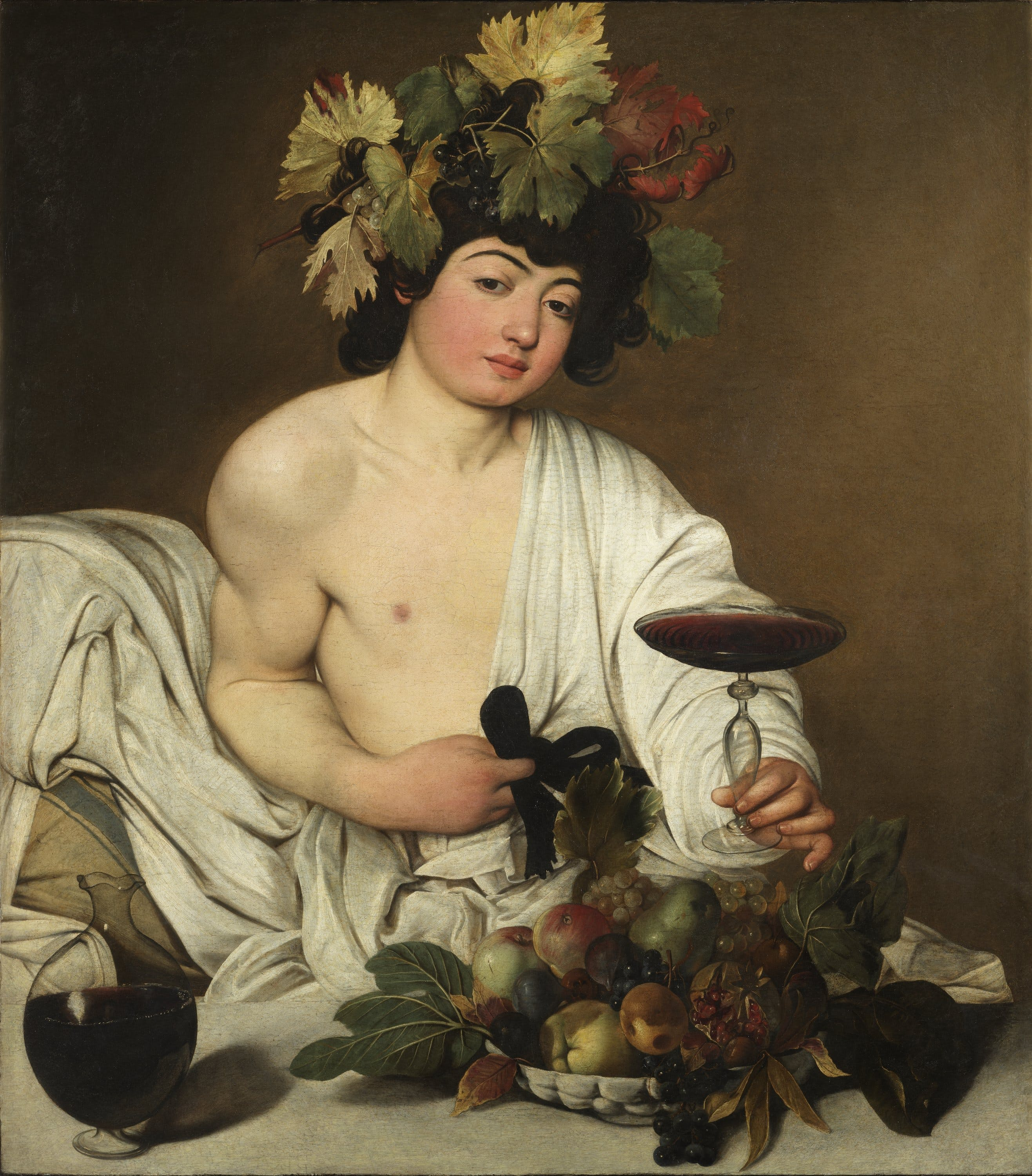
BTS se inspiró en el dios del vino Dioniso tanto para las fotos conceptuales del álbum como para una canción del mismo. En la imagen, Dioniso en una pintura de Caravaggio.

En este álbum el grupo se enfocó en la importancia de «la sensación audible de las palabras y la belleza de las letras», por lo que el orden de las pistas fue diseñado para contar una historia a través de ellas.
El disco empieza con «Persona», compuesta por RM con ayuda de Hiss Noise y Pdogg. Es un tema hip-hop y trap, que samplea la canción «Intro: Skool Luv Affair», del EP de 2014 del mismo nombre, e intenta responder la pregunta «¿Quién soy yo?». La segunda pista, el sencillo principal «Boy With Luv», pertenece al género funk pop y funciona como una canción alterna al tema «Boy In Luv», del álbum Skool Luv Affair; mientras esta última trata sobre el amor joven, «Boy With Luv» se centra en la comprensión de que «la verdadera fuerza y amor se encuentran al apreciar las cosas pequeñas de la vida». Además, respecto a la participación de Halsey en el tema, Suga declaró que «querían a alguien que pudiera expresar en formas nuevas y vívidas la emoción que deriva del amor». A continuación está «Mikrokosmos», cuyo nombre hace alusión al concepto griego de que la humanidad puede verse como la representación de un universo en pequeño. Si bien ha sido descrito como un tema relajante, el propósito del grupo con esta canción es dar «valentía y consuelo» a aquellas personas que trabajan arduamente para cumplir sus sueños. En cuanto al sonido, esta tiene una melodía pop que, para Salvatore Maicki de The Fader, parece una producción de Oneohtrix Point Never para Madonna de la vieja escuela.
Para la cuarta canción, «Make It Right», BTS colaboró con el cantautor británico Ed Sheeran. Es un tema R&B en el que el grupo habla sobre cómo se sentirían vacíos sobre sus logros sin sus fanáticos. A pesar de que inicialmente se suponía que la canción fuera interpretada por los vocalistas de BTS, Sheeran insistió en que participaran todos los integrantes, de manera similar a Spring Day. La siguiente canción, «HOME», es un tema pop y R&B que también está dedicado a sus fanáticos, donde hablan sobre cómo ARMY (el fandom oficial de BTS) es el hogar que reconforta a los miembros del grupo cuando se sienten cansados y solos.
En tanto que «Jamais Vu» es una balada interpretada solamente por J-Hope, Jin y Jungkook. Su nombre proviene del término francés que describe lo contrario al déjà vu, es decir, el sentimiento de experimentar algo por primera vez a pesar de ya haberlo hecho en varias ocasiones, mientras que su letra aborda la determinación para continuar hacia adelante a pesar de los cotinuos errores o contratiempos que se presenten. Finalmente, el álbum traza un paralelo con la mitología griega por medio de la pista «Dionysus»; una canción hip-hop con un ritmo intenso que trata sobre «la alegría y dolor de crear algo», a la vez que resalta la futilidad del estrellato si no está vinculado con el arte.

## Promoción

### Presentaciones en vivo
El 13 de abril de 2019, un día después del lanzamiento del álbum, BTS fue el invitado musical en Saturday Night Live, en el que interpretó el sencillo «Boy With Luv» y «Mic Drop» en su versión remix de Steve Aoki. El grupo fue el primer acto musical asiático en presentarse en vivo en el programa, además su aparición se anticipó como una de las más importantes en la historia del mismo.
A partir del 18 de abril comenzó a promocionar el álbum en programas de música de Corea del Sur; primero en M! Countdown, donde interpretó «Make It Right», «Dionysus» y «Boy With Luv», y posteriormente en Music Bank, Show! Music Core e Inkigayo. BTS solamente cantó «Make It Right» en el debut televisivo del disco en la cadena Mnet, en tanto que para las presentaciones de las otras dos canciones preparó diferentes escenarios y coreografías. Para «Boy With Luv» el grupo empleó escenografías y vestimentas parecidas a las del vídeo musical del sencillo, mientras que para «Dionysus» los miembros usaron una combinación de trajes con una prenda similar al himatión. Asimismo, RM apareció en una parte de la interpretación con un tirso, el cual es un símbolo asociado al dios Baco. En general, el baile fue descrito como «intenso» y el ambiente tenía referencias a la cultura griega.
Por otro lado, BTS interpretó las canciones «Boy With Luv» y «Make It Right» el 28 de abril de 2019 en el SBS Inkigayo Super Concert, en la ciudad de Gwangju, en Corea del Sur, mientras que el 1 de mayo interpretó «Boy With Luv» junto a la cantante estadounidense Halsey en los Billboard Music Awards 2019.

### Speak Yourself
La gira se anunció por primera vez el 19 de febrero de 2019 a través del canal de Youtube de Big Hit Entertainment como una extensión de su gira anterior Love Yourself. Empezó el 4 de mayo de 2019 en el Rose Bowl Stadium en Pasadena, Estados Unidos, y recorrió varios países de Norteamérica, Sudamérica, Europa y Asia.

## Recepción

### Comentarios de la crítica
Map of the Soul: Persona tuvo una recepción favorable por parte de los críticos de música contemporánea. De acuerdo con Metacritic, el disco obtuvo un total de 74 puntos sobre 100, calificación que fue asignada con base a 10 reseñas.
Neil Z. Yeung de AllMusic le dio al álbum cuatro estrellas de cinco y afirmó que «aunque solo es la primera pieza del rompecabezas, Map of the Soul: Persona es una celebración adecuada para un grupo que se encuentra en la cima del juego».

### Recibimiento comercial
En los primeros cinco días del periodo de preventa del álbum, la distribuidora iriver Inc reportó que Map of the Soul: Persona vendió más de 2.68 millones de copias en el mundo entre el 13 y el 17 de marzo de 2019. El 11 de abril, un día antes del lanzamiento del álbum, se reveló que el álbum sobrepasó un total de 3.07 millones copias en su preventa.
En Corea del Sur, el EP registró 2.13 millones de ventas en la primera semana tras su publicación, el número más alto para un artista desde que Hanteo Chart empezó a monitorear las ventas semanales de los discos, además debutó en el número 1 de la Gaon Album Chart. Por otro lado, en Australia alcanzó el primer puesto en la ARIA Albums Chart, por lo que se convirtió en el primer álbum en un idioma asiático en encabezar la lista. Map of the Soul: Persona fue el cuarto disco de BTS en ubicarse en el top diez del país, tras los de la serie Love Yourself: Love Yourself: Her, Love Yourself: Tear y Love Yourself: Answer.
En Reino Unido el disco alcanzó la máxima posición en la lista UK Albums Chart al vender 26 500 unidades equivalentes a álbumes, de las cuales el 68 % (aproximadamente 18 020 copias) provinó de ventas puras. Las ventas a mitad de semana del EP fueron superiores a los tres lanzamientos previos de BTS combinados, incluido su álbum de 2018 Love Yourself: Tear, el único otro disco de BTS que alcanzó el top diez en el Reino Unido. En tanto que en Estados Unidos, Map of the Soul: Persona lideró la lista Billboard 200 con 232 000 unidades vendidas (196 000 ventas puras), de manera que fue el álbum con mayor número de ventas del grupo en el país. También es el tercer álbum número 1 de BTS en apenas 11 meses, lo que lo convirtió en la primera banda en alcanzar la primera posición en la lista en menos de un año, desde The Beatles en 1995-96. Además, el grupo fue el segundo acto en tener 3 álbumes número 1 en el menor tiempo desde la creación de la Billboard 200.

## Lista de canciones
| N.º   | Título                                                | Escritor(es) | Productor(es)             | Duración |  |
| 1.    | «Intro: Persona»                                      | Hiss Noise, Pdogg, RM | Hiss noise                | 2:54     |  |
| 2.    | «작은 것들을 위한 시 (Boy With Luv)» (con Halsey)     | "Hitman" Bang, Emily Weisband, Halsey, J-Hope, Melanie Joy Fontana, Michel "Lindgren" Schulz, Pdogg, RM, Suga                                                                                 | Pdogg                     | 3:49     |  |
| 3.    | «소우주» (Mikrokosmos)                                | "DJ Swivel" Young, Camilla Anne Stewart, Candace Nicole Sosa, J-Hope, Marcus McCoan, Matty Thomson, Max Lynedoch Graham, Melanie Joy Fontana, Michel "Lindgren" Schulz, RM, Ryan Lawrie, Suga | ARCΛDES                   | 3:46     |  |
| 4.    | «Make It Right»                                       | Benjy Gibson, Ed Sheeran, Fred Gibson, J-Hope, Jo Hill, RM, Suga | Fred Gibson               | 3:42     |  |
| 5.    | «HOME»                                                | ADORA, J-Hope, Julia Ross, Krysta Youngs, Lauren Dyson, Pdogg, RM, Suga, Tusher Apte, Bobby Chung, Song Jae-kyung                                                                             | Pdogg                     | 4:00     |  |
| 6.    | «Jamais Vu» (Interpretada por Jin, Jungkook y J-Hope) | "Hitman" Bang, Camilla Anne Stewart, J-Hope, Marcus McCoan, Matty Thomson, Max Lynedoch Graham, Owen Roberts, RM                                                                              | ARCΛDES, Bad Milk, McCoan | 3:46     |  |
| 7.    | «Dionysus»                                            | J-Hope, Pdogg, RM, Roman Campolo, Suga, Supreme Boi | Pdogg                     | 4:08     |  |
| 26:05 |                                                       | |                           |          |  |

## Posicionamiento en listas

### Álbum

#### Semanales
| Listas (2019)                                 | Mejor posición |
| --------------------------------------------- | -------------- |
| Argentina (CAPIF)                             | 1              |
| Alemania (Offizielle Top 100)                 | 3              |
| Australia (Australian Albums)                 | 1              |
| Austria (Ö3 Austria )                         | 4              |
| Bélgica (Ultratop flamenca)                   | 3              |
| Bélgica (Ultratop valona)                     | 16             |
| Canadá (Billboard Canadian Albums)            | 1              |
| Corea del Sur (Gaon)                          | 1              |
| Dinamarca (Hitlisten)                         | 5              |
| Escocia (OCC)                                 | 1              |
| Estados Unidos (Billboard 200)                | 1              |
| Estados Unidos Independent Albums (Billboard) | 1              |
| Estados Unidos Top Album Sales (Billboard)    | 1              |
| Estados Unidos (Billboard World Albums)       | 1              |
| Estonia (Eesti Ekspress)                      | 2              |
| España (PROMUSICAE)                           | 3              |
| Finlandia (Suomen virallinen lista)           | 3              |
| Francia (SNEP)                                | 5              |
| Hungría (MAHASZ)                              | 8              |
| Irlanda (IRMA)                                | 6              |
| Italia (FIMI)                                 | 5              |
| Japón (Billboard Hot Albums)                  | 2              |
| Japón (Oricon Digital Albums)                 | 1              |
| México (AMPROFON)                             | 3              |
| Noruega (VG-lista)                            | 3              |
| Nueva Zelanda (Recorded Music NZ)             | 1              |
| Países Bajos (Album Top 100)                  | 2              |
| Polonia (ZPAV)                                | 2              |
| Reino Unido (OCC)                             | 1              |
| República Checa (ČNS IFPI)                    | 2              |
| Suecia (Sverigetopplistan)                    | 2              |
| Suiza (Schweizer Hitparade)                   | 3              |

| Alemania (Offizielle Top 100)                 | 42  |
| Australia (Australian Albums)                 | 32  |
| Austria (Ö3 Austria )                         | 53  |
| Bélgica (Ultratop Flanders)                   | 36  |
| Bélgica (Ultratop Valonia)                    | 109 |
| Corea del Sur (Gaon Album Chart)              | 1   |
| España (PROMUSICAE)                           | 24  |
| Estados Unidos (Billboard 200)                | 51  |
| Estados Unidos (Billboard Independent Albums) | 1   |
| Estados Unidos (Billboard World Albums)       | 1   |
| Estados Unidos (Rolling Stone 200)            | 48  |
| Francia (SNEP)                                | 73  |
| Hungría (MAHASZ)                              | 31  |
| Italia (FIMI)                                 | 97  |
| Japón (Billboard)                             | 21  |
| Japón (Oricon)                                | 5   |
| Países Bajos (Album Top 100)                  | 63  |
| Polonia (ZPAV)                                | 31  |
| Reino Unido (OCC)                             | 66  |
| Suiza (Schweizer Hitparade)                   | 44  |

## Certificaciones
| País           | Organismo certificador | Certificación | Ventas certificadas |
| -------------- | ---------------------- | ------------- | ------------------- |
| Corea del Sur  | Gaon                   | 3x Millón     | 3 000 000           |
| Estados Unidos | RIAA                   | Oro           | 500 000             |
| Francia        | SNEP                   | Oro           | 50 000              |
| Japón          | RIAJ                   | Oro           | 100 000             |
| Polonia        | ZPAV                   | Oro           | 10 000              |
| Reino Unido    | BPI                    | Plata         | 60 000              |
| España         | PROMUSICAE             | Oro           | 20 000              |
| Bélgica        | ULTRATOP               | Oro           | 10 000              |

### Ventas
| País                 | Ventas    |
| -------------------- | --------- |
| Corea del Sur (Gaon) | 3 718 230 |
| China                | 522 610   |
| Estados Unidos       | 343 000   |
| Japón                | 353 847   |

## Reconocimientos
| Publicación          | Lista                                   | Posición | Ref.    |
| -------------------- | --------------------------------------- | -------- | ------- |
| 24/7 Wall St         | Mejores álbumes del año                 | 15       | [ 136 ] |
| AllMusic             | Álbumes pop favoritos                   | —        | [ 137 ] |
| Billboard            | Los 25 mejores álbumes de K-pop de 2019 | 16       | [ 138 ] |
| Consequence of Sound | Top 50 álbumes de 2019                  | 32       | [ 139 ] |
| The Diamondback      | Los mejores álbumes de 2019             | —        | [ 140 ] |
| NME                  | Los 50 mejores álbumes de 2019          | 36       | [ 141 ] |
| PopCrush             | Mejores álbumes pop de 2019             | —        | [ 142 ] |

| Año  | Organización            | Premio                            | Resultado | Ref.    |
| ---- | ----------------------- | --------------------------------- | --------- | ------- |
| 2019 | Melon Music Awards      | Álbum del año                     | Ganador   | [ 143 ] |
| 2019 | Mnet Asian Music Awards | Álbum del año                     | Ganador   | [ 144 ] |
| 2020 | Gaon Chart Music Awards | Álbum del año – segundo trimestre | Ganador   | [ 145 ] |
| 2020 | Gaon Chart Music Awards | Álbum del año                     | Ganador   | [ 145 ] |
| 2020 | Golden Disc Awards      | Disco Bonsang                     | Ganador   | [ 146 ] |
| 2020 | Golden Disc Awards      | Disco Daesang                     | Ganador   | [ 146 ] |
| 2020 | Seoul Music Awards      | Premio Bonsang                    | Ganador   | [ 147 ] |
| 2020 | Seoul Music Awards      | Álbum Daesang                     | Ganador   | [ 147 ] |

## Historial de lanzamiento
| País              | Fecha               | Formato                         | Sello                     |
| ----------------- | ------------------- | ------------------------------- | ------------------------- |
| Corea del Sur     | 12 de abril de 2019 | CD, descarga digital, streaming | Big Hit, Dreamus          |
| Japón             | 12 de abril de 2019 | CD, descarga digital, streaming | Big Hit, iriver, Virgin   |
| Europa            | 12 de abril de 2019 | CD, descarga digital, streaming | Big Hit, iriver, Columbia |
| América del Norte | 12 de abril de 2019 | CD, descarga digital, streaming | Big Hit, iriver, Columbia |
| Varios            | 12 de abril de 2019 | Descarga digital, streaming     | Big Hit                   |